# НезаконНоРождённый АльХимик доктор Фауст — Пернатый Змей
«НезаконНоРождённый АльХимик доктор Фауст — Пернатый Змей» — музыкальный альбом лидера группы «Наутилус Помпилиус» Вячеслава Бутусова и Юрия Каспаряна, гитариста группы «Кино». Представляет собой саундтрек к неснятому фильму.

## Краткое описание
Автор проекта, дизайна и сопроводительного текста — Сергей де Рокамболь; в создании альбома участвовали: Вячеслав Бутусов, Георгий Каспарян, Виктор Коваль, Даниил Диколукский (один из псевдонимов Сергея де Рокамболя), Квартет «Птица». Создавался альбом как саундтрек к одноименному фильму, однако фильм так и не был снят. Сама идея проекта и тексты были написаны Сергеем де Рокамболем для новых театральных форм в 1987 году. Работа над проектом как саундтреком к несуществующему фильму началась в 1996 году. Альбом не был коммерческим, не был рассчитан на широкое число слушателей, и его первыми поклонниками стали фанаты Бутусова и Каспаряна.
Альбом стал началом сотрудничества Бутусовым c Каспаряном, которое затем продолжилось в альбоме «Звёздный падл» (2001) и в группе «Ю-Питер».
Ильдар Абузяров назвал этот альбом одним из лучших альбомов Бутусова, а обозреватель «Российской газеты» Дмитрий Сосновский поместил «Альхимика», в котором «получив возможность заняться тем, чем давно хотелось, Бутусов начал отрываться по полной» в золотой фонд российских сольных рок-альбомов.

## Список композиций
| №                   | Название                          | Автор(ы)            | Вокал                             | Длительность |
| ------------------- | --------------------------------- | ------------------- | --------------------------------- | ------------ |
| 1.                  | «Дума об Уйме студиозуса Вагнера» |                     | Виктор Коваль                     | 2:11         |
| 2.                  | «Дух Назойливый»                  |                     | Вячеслав Бутусов                  | 3:14         |
| 3.                  | «Швайнехунде»                     |                     | Георгий Каспарян                  | 3:23         |
| 4.                  | «Квазифольклорная Зомбическая»    |                     | Вячеслав Бутусов                  | 4:34         |
| 5.                  | «В генеральный час уборки»        |                     | Вячеслав Бутусов                  | 3:04         |
| 6.                  | «Пещерный гимн Пернатого Змея»    |                     | Вячеслав Бутусов                  | 4:23         |
| 7.                  | «Моление о тишине Золотой Рыбки»  |                     | Георгий Каспарян                  | 1:33         |
| 8.                  | «In vitro»                        |                     | Вячеслав Бутусов                  | 2:23         |
| 9.                  | «Вассар и Масса»                  | Вячеслав Бутусов    | Вячеслав Бутусов                  | 3:23         |
| 10.                 | «Заговор против Херочувствия»     |                     | Вячеслав Бутусов                  | 3:18         |
| 11.                 | «История Кентавра и Всадницы»     |                     | Георгий Каспарян                  | 2:00         |
| 12.                 | «Чёрный Пудель»                   |                     | Вячеслав Бутусов, Квартет "Птица" | 3:05         |
| 13.                 | «Письмо Махатме»                  |                     | Сергей де Рокамболь               | 6:58         |
| Общая длительность: | Общая длительность:               | Общая длительность: | Общая длительность:               | 47:42        |

## Участники записи
- Вячеслав Бутусов — вокал (2, 4, 5, 6, 8—10, 12), тексты (9), музыка, гитара, прочие инструменты
- Георгий Каспарян — вокал (3, 7, 11), гитары, музыка, аранжировки
- Виктор Коваль — тексты (1—8, 10, 12), вокал (1)
- Сергей де Рокамболь — вокал (13)
- Даниил Диколукский — тексты (11, 13)
- квартет «Птица» — вокал (12)